# 尚天裕
尚天裕（1917年—2002年），男，山西万荣人，中国中医骨伤科专家，曾任中国中医研究院主任医师、博士生导师，第五、六、七、八届全国政协委员。